# 兵庫県道247号口小野矢根線
兵庫県道247号口小野矢根線（ひょうごけんどう247ごう くちおのやねせん）は、兵庫県豊岡市を通る一般県道である。

## 概要
豊岡市出石町口小野から豊岡市但東町矢根に至る。

### 路線データ
- 起点：豊岡市出石町口小野（兵庫県道・京都府道706号町分久美浜線交点）
- 終点：豊岡市但東町矢根（矢根交差点、国道426号交点）
- 総延長：7.467 km

## 路線状況

### 道路施設

#### トンネル
- いずたんトンネル：延長874 m、1997年（平成9年）竣工、豊岡市

## 地理

### 通過する自治体
- 豊岡市

### 交差する道路
| 交差する道路                                                  | 交差する場所 | 交差する場所      |
| ------------------------------------------------------------- | ------------ | ----------------- |
| 兵庫県道・京都府道706号町分久美浜線                           | 出石町口小野 | 起点              |
| 通行不能区間                                                  |              |                   |
| 国道426号 国道482号 重複 京都府道・兵庫県道2号宮津養父線 重複 | 但東町矢根   | 矢根交差点 / 終点 |

### 沿線
- 出石川
- 豊岡市立合橋小学校（終点付近）